# Пожар в Бакинском метрополитене
Пожар в Баки́нском метрополите́не (азерб. Bakı metrosunda yanğın), крупнейший по числу жертв инцидент в истории всех метрополитенов мира, произошёл в субботу 28 октября 1995 года около 18 часов. По официальным данным, в результате него погибло 289 человек, из них 28 детей и 3 спасателя, пострадало 270.

## Обстоятельства трагедии
Вечером 28 октября 1995 года состав из пяти вагонов 81-717/714 отправился от станции «Улдуз» в направлении станции «Нариман Нариманов». Пройдя 200 метров, состав остановился. Когда поезд остановился, тоннель наполнился дымом, после чего машинист сообщил об аварии и потребовал отключить электричество от контактного рельса.
Один из выживших пассажиров С. Гусейнов вспоминал:

«Как только поезд вошёл в туннель, я увидел вспышку. Затем пламя охватило вагон, был звук разбитого стекла, и свет погас. Люди начали разбивать окна, чтобы выбраться оттуда. Мы начали задыхаться».

Возгорание произошло в третьем вагоне, затем огонь перекинулся на четвёртый. Свидетель рассказал, что после остановки машинист выбежал в вагон и пытался открыть двери вручную. Это не удалось, а когда машинист возвращался, погас свет.
По одним данным, пожар был потушен уже в 19:05, а по другим — через час после ЧП сигнал только поступил в штаб гражданской обороны, а пламя тушили в течение 6 часов. 
Из-за плохой вентиляции и слабой освещённости тоннеля многие пассажиры задохнулись или были раздавлены в панике. Многие получили порезы выбитыми при эвакуации стёклами. Большинство из тех, кто умер в результате пожара, погибли внутри поезда, сорок тел были найдены внутри тоннеля. Под действием тоннельной вентиляции, включённой в режим нагнетания со стороны станции «Улдуз», облако ядовитого дыма двигалось по пути эвакуации основной массы пассажиров. Несколько человек умерло от поражения электрическим током после того, как они попытались схватить силовые и коммуникационные кабели, чтобы обойти пылающий поезд.
После трагедии президент Азербайджана Гейдар Алиев специальным указом объявил в республике общенациональный трёхдневный траур. Алиев также распорядился выделить семьям погибших по 1 миллиону манатов (на то время около $ 250) и похоронить жертв трагедии за государственный счёт.

## Причины
Согласно главной версии причин трагедии, тяговый электродвигатель одного из вагонов загорелся, а растерявшийся машинист принял ошибочное решение остановить состав в узком тоннеле (5,6×5 м) между станциями «Улдуз» и «Нариман Нариманов» в 200 метрах от станции «Улдуз». Машинист состава и диспетчер были признаны виновными и получили по 10 лет лишения свободы(по другим данным, машинист был приговорён к 15 годам заключения).
Несмотря на это, председатель правительственной комиссии по расследованию аварии, первый вице-премьер Аббасов заявил, что главной причиной трагедии является устаревшее оборудование и ужасное обслуживание подвижного состава:

… устаревшая система метро, оставшаяся в наследство от советской эпохи. В советские времена не очень-то заботились о безопасности пассажиров, и поэтому типовые электрички, гоняющие по тоннелям на всём пространстве бывшего СССР, не снабжены надлежащей системой безопасности. В бакинском метро ездят такие развалюхи, в которые просто страшно садиться.

## Последствия
Согласно официально опубликованным данным, в результате пожара погибло 286 пассажиров, в том числе 28 детей, и трое спасателей. Число раненых составило 270 человек, в том числе 69 человек было госпитализировано и 13 находились в тяжёлом состоянии